# جزالا (القويعية)
جزالا، هي قرية من فئة (ب) تقع في محافظة القويعية، والتابعة لمنطقة الرياض في السعودية. وتبعد جزالا عن محافظة القويعية بمسافة تقارب () كم.